# Raïon de Kochekhabl
 (septembre 2023).
Le contenu est difficilement compréhensible vu les erreurs de traduction, qui sont peut-être dues à l'utilisation d'un logiciel de traduction automatique.
 (septembre 2023).
Si vous disposez d'ouvrages ou d'articles de référence ou si vous connaissez des sites web de qualité traitant du thème abordé ici, merci de compléter l'article en donnant les références utiles à sa vérifiabilité et en les liant à la section « Notes et références ».
Le raïon de Kochekhabl (en russe : Кошеха́бльский райо́н Koshekhablsky ; en adyguéen : Кощхьэблэ къедзыгъо) est l'un des sept raïons de la république d'Adyguée, en Russie. Son chef-lieu est la localité rurale (un aoul) de Kochekhabl (en). Il est situé à l'est de la république et s'étend sur 606,7 km2. Au recensement de 2010, la population totale du raïon s'élève à 30 422 habitants dont 23,8 % vivent à Koshekhabl.

## Étymologie
Le nom Koshekhabl est dérivé des mots circassiens Kosho (un nom de famille Chapsoughs) et Habl (qui signifie « quartier »)[réf. nécessaire].

## Histoire
Le raïon de Kochekhabl est créé le 31 décembre 1934 dans le Kraï d'Azov-mer Noire (en) à la suite de la réduction des effectifs des raïons du kraï. Le 7 décembre 1956, le district est agrandi à mesure que des parties du Raïon de Chovguenov (en) y sont rattachés[réf. nécessaire]. Cependant, comme la politique d'élargissement ne s'est pas avérée efficace, les anciennes frontières sont rétablies le 21 mars 1958[réf. nécessaire]. Le 1er février 1963, le district de Kochekhabl est intégré avec le raïon rural de Chovguenov nouvellement créé[réf. nécessaire]. Comme le nouveau système de districts ruraux s'est avéré également inefficace, le raïon de Kochekhabl est rétabli dans ses frontières d'avant 1963 le 12 janvier 1965.

## Statut administratif et municipal
Dans le cadre des divisions administratives, le raïon de Kochekhabl est l'un des sept raïons de la république d'Adyguée et exerce une juridiction administrative sur l'ensemble de ses vingt-quatre localités rurales. En tant que division municipale, le raïon est incorporé aussi en tant que district municipal de Koshekhabl. Ses vingt-quatre localités rurales sont incorporées dans neuf établissements ruraux au sein du district municipal. L'aoul de Kochekhabl sert de centre administratif à la fois du raïon administratif et municipal.